# Барон Саффилд
Барон Саффилд из Саффилда в графстве Норфолк — наследственный титул в системе Пэрства Великобритании.

## История
Титул барона Саффилда был создан 21 августа 1786 года для сэра Харборда Харборда, 2-го баронета (1734—1810), который ранее представлял Норидж в Палате общин в течение тридцати лет (1756—1786). Титул баронета Харборда из Саффилда в графстве Норфолк (Баронетство Великобритании) был создан 22 марта 1746 года для его отца, сэра Уильяма Харборда (1697—1770). Он заседал в Палате общин от Бер-Олстона (1734, 1741—1754) и Данвича (1738—1741).
Родился он как Уильям Морден, он принял фамилию «Харборд» по парламентскому акту в 1742 году в соответствии с волей своего дяди по материнской линии. Старший сын и преемник 1-го барона, Уильям Ашетон Харборд, 2-й барон Саффилд (1766—1821), заседал в Палате общин от Лагершолла (1790—1796) и Плимптон Эрла (1807—1810), служил в качестве лорда-лейтенанта Норфолка (1808—1821). Его младший брат, Эдвард Харборд, 3-й барон Саффилд (1781—1835), представлял в Палате общин Грейт Ярмут (1806—1812) и Шефтсбери (1820—1821) от партии вигов. После принятия пэрского титула в 1821 году лорд Саффилд стал либеральным политиком и выступал за отмену рабства в Палате лордов.
Его младший сын, Чарльз Харборд, 5-й барон Саффилд (1830—1914), наследовавший своему сводному брату, занимал должности лорда в ожидании (1868—1872) и псаря охотничьих собак (Master of the Buckhounds) в 1886 году. В том же 1886 году лорд Саффилд стал членом Тайного совета, кавалер Ордена Бани (1876) и Королевского Викторианского ордена (1901). Его старший сын, Чарльз Харборд, 6-й барон Саффилд (1855—1924), занимал должность капитана йоменской гвардии (заместителя главного «кнута» в Палате лордов) с 1915 по 1918 год. После смерти его младшего сына, Джона Харборда, 8-го барона Саффилда (1907—1945), линия наследования от пятого барона угасла. Титул унаследовал его двоюродный брат, Джеффри Уолтер Харборд, 9-й барон Саффилд (1861—1946). Он был третьим сыном достопочтенного Уильяма Харборда, капитана британской армии, четвертого сына 3-го барона Саффилда. Его преемником в 1946 году стал его двоюродный брат, Ричард Морден Харборд, 10-й барон Саффилд (1865—1951). Он был сыном преподобного достопочтенного Джона Харборда, пятого сына 3-го барона. 10-й лорд Саффилд имел чин адмирала королевского флота, участвовал в Первой мировой войне, а также был заместителем лейтенанта Норфолка. В 1917 году он получил королевское разрешение на дополнительную фамилию «Хамонд» (в честь своего деда по материнской линии, Энтони Хамонда). Энтони Филип Харборд-Хамонд, 11-й барон Саффилд (1922—2011), служил в британской армии во время Второй мировой войны, был награждён в 1950 году Военным крестом.
По состоянию на 2024 год носителем титула являлся младший сын последнего, Джон Эдвард Ричард Харборд-Хамонд, 13-й барон Саффилд (род. 1956), который наследовал своему старшему брату в 2016 году.

## Баронеты Харборд из Саффилда (1746)
- 1746—1770: Сэр Уильям Харборд, 1-й баронет (ок. 1697 — 17 февраля 1770), сын Джона Мордена (ок. 1657—1726)[1];
- 1770—1810: Сэр Харборд Харборд, 2-й баронет (26 января 1734 — 4 февраля 1810), сын предыдущего, барон Саффилд с 1786 года[2].

## Бароны Саффилд (1786)
- 1786—1810: Харборд Харборд, 1-й барон Саффилд (24 января 1734 — 4 февраля 1810), сын сэра Уильяма Харборда, 1-го баронета[2];
- 1810—1821: Подполковник Уильям Ашетон Харборд, 2-й барон Саффилд (21 августа 1766 — 1 августа 1821), старший сын предыдущего[3];
- 1821—1835: Эдвард Харборд, 3-й барон Саффилд (10 ноября 1781 — июль 1835), младший брат предыдущего[4];
- 1835—1853: Эдвард Вернон Харборд, 4-й барон Саффилд (19 июня 1813 — 22 августа 1853), старший сын предыдущего от первого брака[5];
- 1853—1914: Чарльз Харборд, 5-й барон Саффилд (2 января 1830 — 9 апреля 1914), старший сын 3-го барона Саффилда от второго брака, сводный брат предыдущего[6];
- 1914—1924: Подполковник Чарльз Харборд, 6-й барон Саффилд (14 июня 1855 — 10 февраля 1924), старший сын предыдущего[7];
- 1924—1943: Виктор Александр Чарльз Харборд, 7-й барон Саффилд (12 сентября 1897 — 11 июня 1943), старший сын предыдущего[8];
- 1943—1945: Джон Харборд, 8-й барон Саффилд (1 июля 1907 — 23 июня 1945), младший брат предыдущего[9];
- 1945—1946: Джеффри Уолтер Харборд, 9-й барон Саффилд (12 ноября 1861 — 23 мая 1946), третий (младший) сын достопочтенного Уильяма Харборда (1831—1900), второго сына Эдварда Харборда, 3-го барона Саффилда, от второго брака[10];
- 1946—1951: Адмирал Ричард Морден Харборд-Хамонд, 10-й барон Саффилд (24 августа 1865 — 2 февраля 1951), третий сын преподобного достопочтенного Джона Харборда (1832—1900), третьего сына Эдварда Харборда, 3-го барона Саффилда, от второго брака[11];
- 1951—2011: Энтони Филип Харборд-Хамонд, 11-й барон Саффилд (19 июня 1922 — 8 декабря 2011), единственный сын предыдущего[12];
- 2011—2016: Чарльз Энтони Ашетон Харборд-Хамонд, 12-й барона Саффилд (3 декабря 1953 — 15 января 2016), старший сын предыдущего[13];
- 2016 — настоящее время: Джон Эдвард Ричард Харборд-Хамонд, 13-й барон Саффилд (род. 10 июля 1956), второй сын 11-го барона Саффилда, младший брат предыдущего[14];
  - Наследник титула: достопочтенный Сэмюэл Чарльз Энтони Харборд-Хамонд (род. 4 февраля 1989), старший сын предыдущего[15].